# Sphenoidoptera
Sphenoidoptera är ett släkte av tvåvingar. Sphenoidoptera ingår i familjen svävflugor.
Kladogram enligt Catalogue of Life:
| Sphenoidoptera | \| \| Sphenoidoptera dubius \| \| \| \| \| \| Sphenoidoptera marginalis \| \| \| \| \| \| Sphenoidoptera varipennis \| \| \| \| |
|                | \| \| Sphenoidoptera dubius \| \| \| \| \| \| Sphenoidoptera marginalis \| \| \| \| \| \| Sphenoidoptera varipennis \| \| \| \| |
|                | Sphenoidoptera dubius |
|                | |
|                | Sphenoidoptera marginalis |
|                | |
|                | Sphenoidoptera varipennis |
|                | |